# Re-l Mayer
(Re-l Mayer)
Re-l Mayer (リル・メイヤー?, Riru Meiyā) è la protagonista femminile dell'anime Ergo Proxy, diretto da Shukō Murase e sceneggiato da Dai Satō. È doppiata in giapponese da Rie Saitō, e in italiano da Silvia Tognoloni.
Ispettrice diciannovenne del Dipartimento di Intelligence della città cupola di Romdo nonché nipote del Reggente Donov Mayer, Re-l si imbatte in Ergo Proxy durante lo svolgimento delle sue mansioni e ne rimane tanto turbata da iniziare ad indagare per sciogliere i molti misteri che circondano la creatura.
Il suo numero identificativo come cittadina è RE-L124C41+.

## Caratteristiche

### Personalità
(Re-l Mayer)
A primo impatto Re-l appare come una ragazza distaccata, fredda, insensibile e quasi antipatica; come ogni cittadino di Romdo è stata istruita fin da bambina a un rigido sistema di controllo emotivo volto al mantenimento dell'impassibilità, ma in realtà l'incontro con il proxy l'ha segnata più di quanto vorrebbe mostrare, tanto che le uniche occasioni in cui la si vede in lacrime sono il ricordo di tale evento.
Poco socievole ed estremamente altezzosa, Re-l si comporta con gli altri ostentando disinteresse e superiorità, fatto forse derivato dalla sua posizione sociale di nipote del Reggente; sebbene a parte ciò non gradisca essere chiamata "eccellenza". Il suo rango l'ha portata, nel corso degli anni, a risultare a tratti viziata, tanto che, contagiato dal Cogito, lo stesso Iggy la definisce "molto più inetta di quanto crede"; viene infatti fatto intendere che non sia solita pettinarsi da sola, non sappia cucinare, abbia fatto carriera affidandosi molto all'entourage e sia dotata di una scarsa capacità di adattamento alle situazioni; cosa che la rende facilmente soggetta al nervosismo.
Anche a causa del suo addestramento paramilitare, Re-l è una perfezionista con manie di controllo e un'ossessione per l'ordine, anche in residenze estranee; caratteristica che, sotto stress, la rende isterica anche per il minimo difetto. Oltretutto sembra essere schiava della rigida routine di sveglia, esercizio e orario dei pasti che si auto impone e registra sul medesimo taccuino nel quale trascrive le sue osservazioni in merito ai casi che segue. Come dimostra col suo frequente guardarsi allo specchio, possiede una punta di vanità, nonché uno scarso senso del pudore, tanto che in un'occasione si mostra nuda a Vincent per estorcergli il diritto di usare il bagno oltre il limite di tempo stabilito dai turni sul Centzon Totochtin.
Molti degli episodi sono narrati dal suo punto di vista attraverso dei monologhi introspettivi, che ne mostrano l'evoluzione psicologica e la maturazione dei suoi rapporti con gli altri personaggi: se inizialmente le uniche persone per cui prova affetto sono suo nonno, il suo entourage e l'amico d'infanzia Daedalus; nel corso della serie, in particolar modo durante il viaggio verso Mosk, si affeziona anche alla piccola Pino e a Vincent, imparando a coesisterci e mostrando man mano sempre più empatia e dolcezza nei loro confronti, in particolar modo col secondo.
Inoltre, al pari di Vincent, durante il viaggio attraverso la Terra risanata progredisce notevolmente anche a livello personale, diventando più intraprendente e pratica e trovando il coraggio di affrontare i fantasmi lasciatasi alle spalle a Romdo, primo tra tutti suo nonno, e arrivare fino in fondo al mistero della sua stessa creazione, fino ad abbracciare la causa di rivendicazione della Terra stessa verso l'umanità fuggita.
Ha una grande passione per il ginger ale e, un cliché che la contraddistingue, è accavallare sempre la gamba sinistra sopra alla destra.

### Aspetto
Re-l è alta 5' 6" ft (pari a 168 cm), pesa 54.4 kg e il suo gruppo sanguigno è AB+. Ha gli occhi azzurri, sebbene in un episodio per alcuni istanti appaiano castani, e i capelli nero corvino lunghi fino alle spalle e raccolti in due odango. Ha un fisico atletico e voluttuoso, il viso ovale, caratterizzato da un grande pallore, e uno sguardo vitreo risaltato dal marcato ombretto azzurro.
Solitamente veste con un futuristico abito aderente viola scuro, con stivali, cravattino e corsetto in tinta, camicetta nera e un lungo soprabito nero con cappuccio che, in seguito, viene sostituito da un cappotto bianco di pelliccia.
L'aspetto di Re-l è molto simile sia a quello della front-woman degli Evanescence Amy Lee, sia al personaggio di Pris del film Blade Runner.

## Biografia del personaggio

### Antefatti
(Re-l)
Re-l è generata il 22 aprile 284 Al a Romdo, dall'utero artificiale cittadino dopo che questo viene riattivato grazie al rapimento di Monad dalla cupola di Mosk. Donov Mayer commissiona la creazione di Re-l allo scopo di individuare Proxy One, tornato da Mosk sotto le sconosciute spoglie di un immigrato, per far ciò aggiunge le cellule di Monad nel composto genetico della bambina, facendo sì che essa abbia tratti somatici tali da risvegliare nel suo adorato creatore il ricordo della proxy amata.
Re-l viene quindi cresciuta come nipote del Reggente e, alla sua sicurezza e alla sua salute vengono rispettivamente assegnati l'entourage Iggy e lo scienziato Daedalus Yumeno. Sebbene viziata e coccolata nel lusso derivato dal suo stato sociale, alla ragazza è sempre mancato l'affetto del nonno, che invece la vedeva come un mero strumento inconsapevole.
Raggiunta l'adolescenza, entra a far parte del Dipartimento di Intelligence di Romdo, dove, grazie soprattutto all'assistenza di Iggy, fa carriera tanto rapidamente da diventare in breve ispettrice. Tale posizione la porta a lavorare a stretto contatto con la Divisione di Manutenzione AutoReiv interna a Dipartimento stesso, costituita prettamente da immigrati moscoviti; qui conosce Vincent Law durante il suo colloquio di lavoro e ne rimane talmente poco colpita da dimenticare pressoché subito perfino il suo nome
Nel 302 Al, le sono affidate le indagini sugli omicidi commessi da AutoReiv infetti dal virus Cogito.

### Nella serie
(Proxy One parlando dell'ascendente avuto da Re-l su Vincent)
Investigando su quello che viene ritenuto l'ennesimo dei più di quaranta omicidi provocati dalla diffusione del Cogito tra 302 e 303 Al, Re-l ispeziona un casolare abitato da immigrati di Mosk e, qui, viene attaccata da Monad (fuggita dai laboratori) che scompare poco dopo essersi manifestata lasciando la ragazza piena di dubbi su cosa fosse il suo assalitore. Quella sera stessa, rientrata nel suo appartamento, poco prima di entrare nella doccia, è nuovamente assalita da un'entità misteriosa: Ergo Proxy, che, piangendo, le sfiora dolcemente il viso con le dita; poco dopo sopraggiunge l'altro proxy e, combattendo, le due creature si allontanano.
L'evento sconvolge parecchio Re-l, che se da un lato è spaventata, dall'altro si sente incredibilmente attratta, come per un antico ricordo.
Raccontato l'accaduto al Dipartimento non viene creduta da nessuno, e viene accusata di aver immaginato tutto, motivo per il quale è sospesa dal servizio a tempo indeterminato per instabilità mentale. Ferita nell'orgoglio, nonché insospettita dal fatto che l'evento sembri essere stato insabbiato dalle stesse alte sfere di Romdo, nella persona di suo nonno, Re-l decide di scoprire a tutti i costi cosa si nasconda dietro la misteriosa entità chiamata proxy.
Unico punto di partenza per le sue indagini sembra essere Vincent Law, il quale è stato trovato svenuto nei pressi di casa sua la sera dell'incursione dell'entità. Resasi conto che perfino il suo entourage è tenuto sotto controllo dal Reggente, Re-l decide di agire da sola e rintraccia Vincent (nel frattempo accusato di omicidio) davanti alla paratia stagna che permette di uscire da Romdo, sebbene essa gli offra il suo aiuto, l'intervento degli uomini del Dipartimento di Sicurezza costringe il moscovita a fuggire all'esterno assieme alla piccola AutoReiv infetta Pino; scena che Re-l osserva impotente.
Sebbene punita dal Reggente e privata del suo entourage, Re-l continua imperterrita nelle sue indagini e, con la complicità di Daedalus, esce dalla città cupola con un veicolo da ricognizione e raggiunge Vincent alla Comune, cittadella formata dai reietti di Romdo, dove tenta di convincerlo a tornare indietro promettendogli che intercederà per lui con il nonno ma l'intervento di alcuni AutoReiv da ricognizione inviati dal direttore del Dipartimento di Sicurezza Raul Creed fa precipitare la situazione rompendo lo scafandro indossato da Re-l facendole contrarre il virus letale che incombe nella pesante atmosfera del mondo esterno.
Fatta tornare a Romdo con uno stratagemma di Vincent viene soccorsa per tempo e si rimette in pochi giorni, qui si ricongiunge a Iggy, nel frattempo sconnesso dalla rete di sorveglianza del Reggente, ed estorce a Daedalus le informazioni in suo possesso inerenti ai proxy ma, poco dopo aver scoperto la loro importanza per il funzionamento dell'utero artificiale, subisce un attentato da parte di alcuni AutoReiv intenzionalmente contagiati dal Cogito per mano di Donov Mayer. Pur sopravvivendo, decide di farsi dichiarare morta per lasciare indisturbata la città cupola assieme a Iggy e recarsi all'inseguimento di Vincent, ignara che ciò fosse proprio il volere del Reggente.
Una volta raggiunto il moscovita, ora diretto alla sua terra natia, egli le rivela di essere proprio il proxy di quella notte fatidica. Sebbene inizialmente incredula, Re-l si convince che sia la verità e decide di seguire lui e Pino nel resto del loro viaggio, per scoprire finalmente i segreti che la città di Romdo e il proxy celano. La sua decisione provoca però l'ira di Iggy (intanto contagiato dal Cogito) che, sentendosi messo da parte tenta di rapirla per riportarla a casa con la forza e uccidere Vincent, finendo però per morire in un'esplosione difendendola e non smentendo la propria proverbiale fedeltà
Anche se scossa dalla morte di colui che, sebbene fosse un androide, essa aveva sempre considerato un amico, Re-l procede nel suo viaggio accanto ai nuovi compagni e, tra tensioni, battibecchi, sorprese e avventure varie finisce con l'affezionarsi a entrambi e incominciare a ricambiare i sentimenti di Vince. Arrivati a Mosk tuttavia, Re-l, Pino e Vincent la trovano ridotta in macerie dal missile nucleare Rapture lanciatovi da Raul Creed e, trovandovi solo un confuso messaggio simile a quello che Re-l aveva trovato sullo specchio del suo bagno la notte del suo primo incontro con Vincent nei panni di proxy, decidono di tornare a Romdo e far luce sulla faccenda una volta per tutte.
Giunti alla città cupola però, Vincent si trasforma in Ergo Proxy e si isola come se addolorato; lasciata Pino a bordo della nave su cui hanno a lungo viaggiato, Il Coniglio, Re-l entra dunque a Romdo, ormai caduta in disgrazia e prossima alla fine, e si mette alla ricerca del ragazzo che, tuttavia, pare irrintracciabile. Giunta alla sala consigliare del Reggente, essa vede un proxy uccidere suo nonno e fuggire; inizialmente la giovane ispettrice lo scambia per Vincent, sebbene poi, il non sentire la solita attrazione le ponga un dubbio, il quale viene cementificato quando, l'arrivo fugace di Real sul posto e il breve dialogo che ha con essa prima che Daedalus la porti via, le fanno realizzare la verità dietro la sua stessa creazione e, nel momento in cui è Vincent a entrare nella sala del Reggente, Re-l gli rivela l'identità di colui che ha manipolato le loro vite da dietro le quinte: Proxy One.
Allontanata dallo scenario della battaglia dei due potenti proxy dopo aver ottenuto da Vincent la promessa che ne uscirà sano e salvo, essa raggiunge Daedalus per impedire che inneschi il crollo definitivo di Romdo, ma non fa in tempo e ha con l'amico, intrappolato sotto delle macerie, un ultimo dialogo in cui le rivela dell'imminente ritorno dell'umanità originaria tramite il Boomerang Project, motivo per il quale tutti gli eventi dell'ultimo anno sono occorsi unicamente a "ripulire" la Terra affinché essi se la riprendano. Non essendo intenzionata a restituire il pianeta a coloro che, pur essendone legittimi proprietari, sono colpevoli d'averla abbandonata al suo destino, Re-l fugge dalla città cupola e, recuperata dalla piccola Pino sul Centzon Totochtin, si reca incontro a Vincent, intanto uscito vittorioso dallo scontro con Proxy One, per istituire una resistenza e incominciare insieme la vera battaglia per il possesso della Terra.

## Poteri e abilità
Pur essendo stata generata sulla base delle cellule di Monad Proxy, Re-l non presenta nessuna delle abilità soprannaturali delle creature con l'eccezione del riuscire distintamente a percepire e identificare Ergo Proxy; escludendo ciò, essa pare a tutti gli effetti un comune essere umano. Lo stesso Proxy One la definisce "creatura imperfetta", nomignolo da lui riservato agli esponenti del genere umano.
Dispone però di una mente brillante e freddamente organizzata, tale per cui è in grado di osservare in ogni situazione il quadro oggettivo e collegare i punti per formare una linea di logica. Non a caso è proprio lei a risolvere il mistero dei proxy e svelare le macchinazioni di Proxy One al termine della serie. Nonostante inizialmente affermi che, senza l'entourage, non sia davvero in grado di risolvere un caso, col proseguire della serie viene mostrato come tale osservazione sia tutt'altro che veritiera.
Pur nei limiti umani comunque, Re-l possiede una forza fisica non indifferente, dovuta a un costante e intensivo esercizio fisico; essa dimostra infatti di riuscire a imbracciare un futuristico fucile a canna liscia Franchi SPAS-12 con la sola mano destra e sparare un colpo a distanza ravvicinata senza risentire minimamente del rinculo.
Come conseguenza della sua preparazione paramilitare di membro del Dipartimento di Intelligence di Romdo, Re-l è finemente addestrata nel combattimento corpo a corpo (sebbene il panico tenda a renderla goffa) e nell'uso delle armi da fuoco, con cui vanta una mira pressoché infallibile. Oltretutto, sembra essere anche una talentuosa pilota, come dimostra poi più volte durante il viaggio verso Mosk.
In un'occasione vengono inoltre menzionate delle cellule Amrita nel suo sangue, e lo stesso Daedalus si dice sorpreso della capacità di ripresa della ragazza, implicando un probabile accenno di fattore rigenerante.